# 華盛頓縣 (印第安納州)
華盛頓縣（英語：Washington County）是美國印地安納州南部的一個縣。面積1,338平方公里。根據美國2000年人口普查，共有人口27,223。縣治塞勒姆（Salem）。
成立於1814年，縣名紀念首任總統喬治·華盛頓。